# Ni dios, ni patrón, ni marido
Ni dios, ni patrón, ni marido es una película argentina dirigida por Laura Mañá y protagonizada por Ulises Dumont, Eugenia Tobal y Esther Goris. El film está basado en parte en la historia real de la periodista y activista feminista Virginia Bolten, y el tema central del mismo es el activismo femenino de principios del siglo XX. Fue estrenada el 23 de septiembre de 2010.

## Sinopsis
En 1896 Virginia Bolten, una periodista y militante anarquista de treinta años, llega a la Ciudad de Buenos Aires para encontrarse con su amiga Matilde, quien trabaja en una hilandería bajo penosas condiciones laborales. Las amigas, junto a otras trabajadoras de la fábrica, editan un periódico que denuncia la doble explotación a la que son sometidas por su condición de clase y de género, y lo llaman La Voz de la Mujer. Cuando Lucía Boldoni, «prima donna» de la lírica nacional, se entera de la existencia de ese grupo de mujeres que practican como pueden una militancia feminista, se interesa por él y decide concurrir a un baile organizado por el grupo, ocultando su verdadera identidad.

## Reparto
- Eugenia Tobal como Virginia
- Ulises Dumont como Rogelio
- Laura Novoa como Matilde
- Daniel Fanego como Izaguirre
- Esther Goris como Lucía
- Ana Fernández como Rosalía
- Ágatha Fresco como Mecha
- Joaquín Furriel como Federico
- Jorge Marrale como Volpone
- Jorge D'Elía como Coronel Forester
- Enrique Dumont
- Gladys Suárez como Mercedes
- Alejandra Darín como Irene
- María Alché como Ángela